# Troian
Troian (în bulgară Троян) este un oraș în Obștina Troian, Regiunea Loveci, Bulgaria.

## Demografie
Componența etnică a orașului Troian
     Turci (1,03%)
     Bulgari (87,29%)
     Romi (1,23%)
     Nicio identificare (10,21%)
     Altele (0,22%)
La recensământul din 2011, populația orașului Troian era de 21.194 locuitori. Din punct de vedere etnic, majoritatea locuitorilor (87,29%) erau bulgari, existând și minorități de romi (1,23%) și turci (1,03%). Pentru 10,21% din locuitori nu este cunoscută apartenența etnică.